# Suffragette (film)
Suffragette è un film del 2015 diretto da Sarah Gavron.
Con protagonisti Carey Mulligan, Helena Bonham Carter, Brendan Gleeson, Anne-Marie Duff, Ben Whishaw, Romola Garai e Meryl Streep, il film racconta gli inizi del movimento suffragista femminile del Regno Unito.

## Trama
Londra, 1912. Maud Watts è una giovane donna dell'East End londinese che lavora dall'età di sette anni in una grande lavanderia, un luogo malsano dove ogni giorno rischia di ferirsi e ammalarsi. Benché sotto la costante minaccia di subire gli abusi del suo capo, il signor Taylor, Maud vive in una condizione di relativa sicurezza per aver sposato un collega della lavanderia, Sonny. I due hanno un figlio di nome George.
Un giorno, durante una consegna di lavoro, Maud si ritrova nel bel mezzo di una manifestazione violenta nel centro di Londra. Maud rimane scossa e stupita nel vedere anche una collega della lavanderia, Violet, nella folla delle militanti. Percependo il suo interesse, quest'ultima cerca di persuadere Maud ad unirsi alla lotta e a diventare un'attivista del movimento delle suffragette. Benché spaventata dai rischi che questo comporta, Maud inizia a rendersi conto che, senza il voto, le speranze per un futuro migliore sono molto scarse. Maud conosce poco dopo Edith, una farmacista locale che, insieme al marito, gestisce una base segreta delle suffragette nel retrobottega del loro negozio.
Quando un'attivista dell'alta borghesia, Alice, invita le donne della lavanderia del signor Taylor a rendere testimonianza in Parlamento delle loro condizioni di lavoro, Maud comincia ad abbracciare la causa delle suffragette. Il signor Taylor promette di prendere in considerazione la sua testimonianza nell'imminente dibattito parlamentare sulla concessione del diritto di voto alle donne.
Alcuni mesi dopo, però, una calca di suffragette è in attesa davanti alla Camera dei Comuni e si sente che il suffragio non è stato approvato. Nella confusione che ne segue, alcune di esse vengono picchiate dalla polizia e arrestate: tra queste vi è anche Maud, che, una volta tornata in libertà, trova il marito furente perché si vergogna per il suo arresto. La donna cerca di prendere le distanze dal movimento, ma ormai si sente coinvolta. Si unisce così a Violet ed Edith per recarsi a un discorso clandestino della leader del movimento delle suffragette Emmeline Pankhurst, ma viene nuovamente arrestata: una volta rilasciata, Sonny la caccia di casa e le impedisce di vedere George, arrivando addirittura a darlo in adozione. Successivamente, Maud rifiuta l'offerta dell'ispettore Arthur Steed di diventare informatrice della polizia.
Nel frattempo, le suffragette compiono una serie di attacchi alle linee di comunicazione allo scopo di sensibilizzare l'opinione pubblica. La classe dirigente, tuttavia, riesce a contenere la copertura stampa dei loro gesti eclatanti e il sostegno al movimento comincia a venir meno quando alcune suffragette, compresa Violet (che è di nuovo incinta), contestano gli eccessi dell'azione della polizia. Maud finisce di nuovo in prigione, dove inizia lo sciopero della fame: una volta rilasciata, pianifica un'irruzione al Derby di Epsom per attirare l'attenzione pubblica sulle loro rivendicazioni. Edith, però, è troppo debole per via dell'alimentazione forzata: così, Maud e un'altra suffragetta, Emily Davison, si recano da sole all'ippodromo di Epsom, dove il cavallo del re gareggerà di fronte ai mezzi di informazione di tutto il mondo. Steed, intanto, scopre il loro piano e le insegue fino a Epsom, temendo un gesto sconsiderato da parte di Maud, ma non riesce a impedire quanto accadrà poco dopo. In effetti, nel tentativo di interrompere la corsa e bardare dei colori delle suffragette il cavallo del re, Emily viene travolta dall'animale e muore: ora il movimento delle suffragette ha la sua martire. 
Al funerale di Emily, a cui partecipano le protagoniste della storia e molte altre suffragette, l'atmosfera è di dolore e di speranza: i funerali, infatti, sono una notizia da prima pagina; sta soffiando il vento del cambiamento.
Il parlamento britannico concesse il diritto di voto alle donne al di sopra dei 30 anni nel 1918, a condizione che fossero già iscritte al registro degli elettori provinciali o che lo fosse il loro marito, oppure che avessero delle proprietà, o che fossero studentesse universitarie in una circoscrizione universitaria, come Oxford e Cambridge. Nel 1928 tutte le donne al di sopra dei 21 anni ottennero il diritto di votare come i coetanei maschi, pur senza obblighi di leva, come invece previsto per il sesso maschile.

## Produzione
Nell'aprile 2011, le aziende Film4 Productions, Focus Features e Ruby Films annunciano l'avvio della produzione di un film, anche per suggerimento di Helen Pankhurst, sull'inizio del movimento femminista e la lotta per l'emancipazione e per il diritto di voto per le donne del XIX secolo e XX secolo. Assieme all'annuncio dell'avvio del progetto, vengono subito ufficializzate la regista Sarah Gavron e la sceneggiatrice Abi Morgan.
Il 24 ottobre 2013 viene annunciato che il British Film Institute finanzia il progetto e la Pathé prende il posto della Focus Features nella produzione, mentre quest'ultima acquista i diritti di distribuzione della pellicola per il Nord America.

### Riprese
Le riprese del film sono iniziate il 24 febbraio 2014 a Londra.
È il primo film nella storia del cinema ad essere girato all'interno del Palazzo di Westminster, dove ha sede il Parlamento del Regno Unito.

## Promozione
Il primo trailer del film viene diffuso il 15 aprile 2015.

## Distribuzione
Il film è stato presentato in anteprima il 4 settembre 2015 al Telluride Film Festival, e successivamente il 7 ottobre al London Film Festival, dove un gruppo di femministe ha approfittato del red carpet per portare avanti la sua battaglia contro la violenza domestica.
La pellicola è stata distribuita nelle sale cinematografiche statunitensi a partire dal 23 ottobre 2015 in numero limitato di copie, mentre in Italia è uscito il 3 marzo 2016 dopo un'anteprima al Torino Film Festival 2015.

## Riconoscimenti
- 2016 - European Film Awards[10]
  - Miglior scenografia a Alice Normington
- 2015 - British Independent Film Awards
  - Miglior attore non protagonista a Brendan Gleeson
  - Candidatura per la miglior attrice a Carey Mulligan
  - Candidatura per la miglior attrice non protagonista a Helena Bonham Carter
  - Candidatura per la miglior attrice non protagonista a Anne-Marie Duff
- 2016 - Satellite Awards[11]
  - Candidatura a miglior attrice protagonista a Carey Mulligan
  - Candidatura a migliore sceneggiatura originale a Abi Morgan
- 2015 - Hollywood Film Awards[12]
  - Miglior attrice a Carey Mulligan
  - Miglior compositore a Alexandre Desplat
- 2015 - Women Film Critics Circle
  - Miglior attrice a Carey Mulligan
  - Miglior film sulle donne
  - Miglior film diretto da una donna
  - Miglior cast
  - Miglior rappresentazione femminile in un film
  - Film più coraggioso
  - Karen Morley Award